# Львовская национальная филармония имени Мирослава Скорика
Львовская национальная филармония имени Мирослава Скорика (укр. Львівська національна філармонія імені Мирослава Скорика) — филармония Львовськой области, расположена во Львове.

## История
Львовская филармония начала работу в 1902 году в помещении бывшего театра Скарбека (сегодня — театр Марии Заньковецькой).
В 1933 году Адам Солтыс основал оркестр Львовской филармонии. В 1939 году филармонии присвоен статус государственной. С 1944 года симфонический оркестр филармонии начал постоянную концертную деятельность.
Начиная с 1981 года филармония проводит Всесоюзный музыкальный фестиваль «Виртуозы страны», который в 1990 году получил статус международного и название «Виртуозы».
В 2018 году филармонии присвоен статус национальной, а в 2020 — имя украинского композитора Мирослава Скорика.
В разное время на сцене Львовской филармонии выступали Соломия Крушельницкая, Александр Мишуга, Рихард Штраус, Густав Малер, Бела Барток, Антон Рубинштейн, Ферруччо Бузони, Маргерит Лонг, Ванда Ландовска, Пабло Казальс, Святослав Рихтер, Рудольф Керер, Леонид Коган, Давид Ойстрах, Лиана Исакадзе, Бэла Руденко, Вера Горностаева, Наталья Гутман, Юрий Башмет. Авторские концерты в филармонии давали Дмитрий Шостакович, Борис Лятошинский, Арам Хачатурян, Альфред Шнитке, Арво Пярт, Кшиштоф Пендерецкий, Валентин Сильвестров, Мирослав Скорик, Евгений Станкович.

## Концертные коллективы
На базе филармонии действуют:

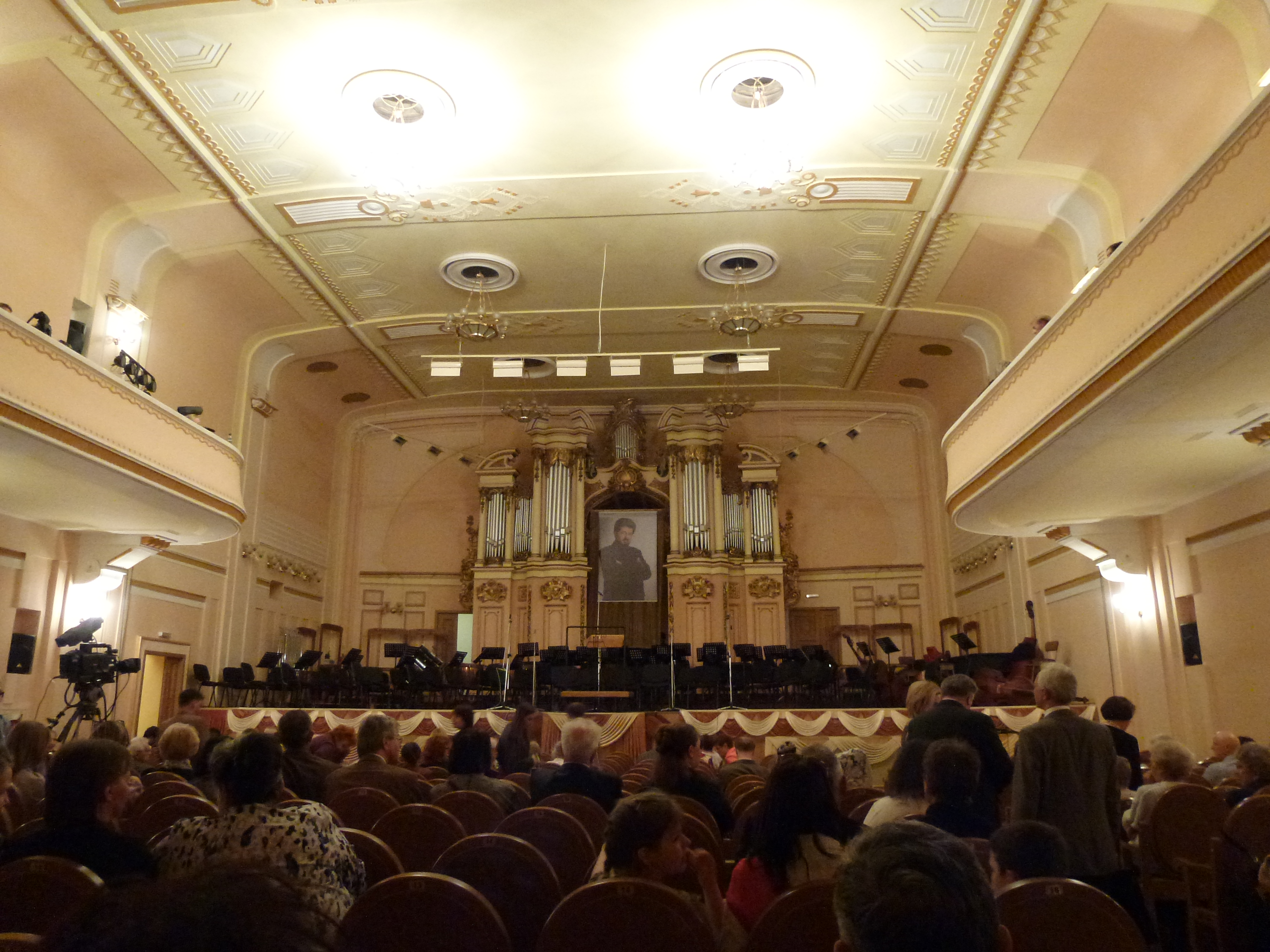
Большой концертный зал

- Академический симфоническкий оркестр Львовской филармонии
- Академический камерный оркестр «Виртуозы Львова»
- симфонический оркестр INSO-Lviv
- Академический инструментальный ансамбль «Высокий Замок»
- квартет бандуристок «Львовянки»
- ансамбль «19-й класс»